# Religionen in Dortmund
Der Artikel Religionen in Dortmund gibt einen Überblick über die religiöse Vielfalt und Entwicklung in der Stadt Dortmund.

## Christentum

### Konfessionsstatistik
Gemäß dem Zensus 2011 waren 33,1 % der Einwohner evangelisch, 30,4 % römisch-katholisch und 36,5 % waren konfessionslos, gehörten einer anderen Glaubensgemeinschaft an oder machten keine Angabe. Von den 603.609 Einwohnern Dortmunds gehörten (Stand 31. Dezember 2019) 26,1 % (157.806) der evangelischen, 24,9 % (150.373) der katholischen Kirche an, 49 % hatten eine andere Konfession oder Religion oder waren konfessionslos. Im Vorjahr gehörten 26,9 % der evangelischen, 25,5 % der katholischen Kirche an, 47,7 % hatten eine andere Konfession oder Religion oder waren konfessionslos. Die Zahl der Katholiken und vor allem die der Protestanten ist demnach im beobachteten Zeitraum gesunken.

### Religionsgeschichte bis zur Reformation
Die Stadt Dortmund gehörte seit ihrer Gründung zum Erzbistum Köln und war Sitz eines Archidiakonats. Ab 1523 fasste allmählich die Reformation Fuß. Doch wurde erst ab 1562 das Abendmahl unter beiderlei Gestalten ausgeteilt. Die Stadt war danach überwiegend protestantisch.

### Evangelische Kirche
Als Freie Reichsstadt konnte Dortmund auch die religiösen Angelegenheiten selbst regeln und so erhielt die Stadt 1570 ein neues Kirchenregiment. Vorherrschend war das lutherische Bekenntnis. Das reformierte Bekenntnis war bis 1786 überhaupt nicht zugelassen. 1625 errichtete der Rat die Superintendentur Dortmund. Hieraus entstand nach dem Übergang an Preußen der spätere Kirchenkreis Dortmund innerhalb der Evangelischen Kirche in Preußen beziehungsweise deren westfälischer Provinzialkirche. Später wurde der Kirchenkreis Dortmund in vier Kirchenkreise aufgeteilt.
Mit der Kohlgartenstiftung entstand 1884 eine der ältesten kirchlichen Stiftungen Nordrhein-Westfalens.
1960 wurde der Kirchenkreis Dortmund in vier Kirchenkreise aufgeteilt. Bis Ende 2013 bildeten die Kirchenkreise Dortmund-Mitte-Nordost (12 Kirchengemeinden), 2002 fusioniert aus den Kirchenkreisen Dortmund-Mitte und Dortmund-Nordost, Dortmund-Süd (8 Kirchengemeinden) und Dortmund-West (5 Kirchengemeinden) mit ihren zugehörigen Kirchengemeinden zusammen mit dem benachbarten Kirchenkreis Lünen (4 Kirchengemeinden) die „Vereinigten Kirchenkreise Dortmund - Verband der evangelischen Kirchengemeinden und Kirchenkreise in Dortmund und Lünen“. Am 1. Januar 2014 haben sich die vier Kirchenkreise zum Evangelischen Kirchenkreis Dortmund vereinigt. Mit seinen 28 Kirchengemeinden, 24 in Dortmund, 3 in Lünen und einer in Selm ist er Teil der Evangelischen Kirche von Westfalen (siehe auch: Bibliothek des Evangelischen Kirchenkreises Dortmund).
Die evangelische Kirche hatte bis etwa 1980 die Mehrheit der Bevölkerung in ihren Listen, allerdings ist sie auch in ihren traditionellen Schwerpunkten Kemminghausen, Brechten, Lindenhorst und Syburg in der Minderheit. In Dortmund besteht seit einigen Jahren durch die Fusion der Wellinghofener evangelisch-reformierten Gemeinde mit einer anderen im Stadtteil keine reformierte Gemeinde mehr.

### Römisch-Katholische Kirche
Nach Einführung der Reformation gab es nur noch wenige Katholiken in der Stadt Dortmund, die weiterhin zum Erzbistum Köln gehörten; das zum Essener Fürstentum gehörende Huckarde blieb katholisch. Für gottesdienstliche Nutzungen verblieben zunächst nur die Klosterkirchen. 1616 erhielt das Dominikanerkloster wieder Pfarrrechte.
Nach 1803 wurden die katholischen Klosterkirchen entweder säkularisiert oder gar abgebrochen. Die Kirche des aufgehobenen Dominikanerklosters blieb als Propsteikirche erhalten. 1821 wurden die Katholiken dem wiedererrichteten Bistum beziehungsweise Erzbistum Paderborn zugeordnet. Infolge starker Zuwanderung im 19. Jahrhundert nahm auch die Zahl der Katholiken zu. 1832 wurde Dortmund Sitz eines katholischen Dekanats, das später in die Dekanate Mitte, Nordost, Süd und West unterteilt wurde. Zu Beginn des Jahres 2007 wurden diese Dekanate wieder zusammengelegt, so dass heute alle Pfarrgemeinden der Stadt Dortmund zum Dekanat Dortmund gehören.
Derzeit (Stand 2021) herrscht in Dortmund etwa Gleichstand zwischen Protestanten (zirka 157.000 Einwohner) und Katholiken (zirka 150.000 Einwohner).

### Orthodoxe Kirchen
In Dortmund sind die griechisch-orthodoxe Kirche, die Russisch-Orthodoxe Kirche, die Serbisch-Orthodoxe Kirche und die Mazedonische orthodoxe Kirche vertreten.
Dortmund war Sitz der Kommission der Orthodoxen Kirche in Deutschland, deren Arbeit nun in die Hände der Orthodoxen Bischofskonferenz in Deutschland übergegangen ist, deren Sekretariat ebenfalls seinen Sitz in Dortmund hat.

### Freikirchen
Neben den Gemeinden der Römisch-Katholischen Kirche und der evangelischen Landeskirche gibt es in Dortmund auch noch verschiedene Evangelisch-Freikirchliche Gemeinden (Baptisten) (Christuskirche Dortmund-Mitte, Feldherrnstraße, Brückengemeinde Dortmund-Hörde, Auferstehungsgemeinde Dortmund-Eving, Evangelisch-Freikirchliche Gemeinde Dortmund-Asseln, Evangelisch-Freikirchliche Gemeinde Dortmund-Mitte, Saarbrücker Straße und Evangelisch-Freikirchliche Gemeinde Dortmund-Huckarde), die Freie Evangelische Gemeinde Dortmund-Körne und die Evangelisch-methodistische Kirche Dortmund.

### Sonstige Kirchen und Sondergemeinschaften
Auch die Neuapostolische Kirche, Katholisch-apostolische Gemeinden, die Zeugen Jehovas und die Kirche Jesu Christi der Heiligen der Letzten Tage sind in Dortmund vertreten. Als 1960 der damalige neuapostolische Bezirksapostel Walter Schmidt zum Stammapostel berufen wurde, wurde Dortmund auch bis 1975 Sitz der Neuapostolischen Kirche International. Heute hat die Neuapostolische Kirche Nordrhein-Westfalen ihren Sitz in Dortmund.

## Islam
Bedeutendste nichtchristliche Religionsgemeinschaft in Dortmund ist der Islam.
Die islamischen Strukturen in Dortmund gründeten in Vereinen meist türkischstämmiger Arbeitsmigranten. Der 1966 gegründete Verein Türkischer Arbeitnehmer in Dortmund und Umgebung richtete 1973 die erste islamische Gebetsstätte in einem ehemaligen evangelischen Gemeindehaus in der Dortmunder Nordstadt ein. Mitte der siebziger Jahre gab es zahlreiche Gründungen von Vereinen gemeinsamer religiöser Identität. Unterstützt wurden diese Gemeinden häufig durch das Amt für Religiöse Angelegenheiten (türkisch: Diyanet İşleri Başkanlığı, kurz: DİB), welches seit Anfang der 70er Jahre in der Türkei ausgebildete islamische Theologen in die deutschen Moscheevereine entsandte. Im November 1976 wurde der erste islamische Theologe als Lehrer und Vorbeter in Dortmund begrüßt.
Zwischen 1979 und 1983 bestand die Islamische Gemeinde Dortmund als selbstständiger Dachverband der islamischen Gemeinden in Dortmund. Diese löste sich 1983 auf, da die Gründung einer sogenannten Diyanet-Stiftung seitens des Religionsattachés der türkischen Botschaft geplant war. Diese Stiftung wurde letztlich nicht realisiert und die meisten Dortmunder Gemeinden schlossen sich schließlich der Türkisch-Islamischen Union der Anstalt für Religion (türkisch: Diyanet İşleri Türk İslam Birliği, kurz: DITIB) an. Zur DITIB gehören heute zehn Gemeinden in Dortmund.
Neben diesen Gemeinden des türkischen Staatsislam existieren in Dortmund noch ca. 25 weitere Moscheegemeinden die unterschiedlichen Verbänden angehören oder nahestehen und unterschiedlichen ethnischen Hintergrund haben. Von den größeren islamischen Verbänden in Deutschland sind u. a. vertreten:
- Union der in Europäischen Ländern Arbeitenden Muslime (UELAM)
- Verband der Islamischen Kulturzentren (VIKZ)
- Islamisches Zentrum Hidayei (albanisch)
- Islamische Gemeinde Bosnien und Herzegowina in Deutschland
- ATIB
- Islamische Gemeinschaft Millî Görüş (IGMG)

Als sich in den 90er Jahren abzeichnete, dass die Arbeitsmigranten dauerhaft in Dortmund bleiben sollten, hatte dies auch Auswirkung auf die Moscheevereine. Die bis dahin lose organisierten Vereine organisierten sich nach deutschem Vereinsrecht und strebten Gemeinnützigkeit an. Die zuvor häufig in Hinterhäusern untergebrachten Gebetsstätten zogen in die Vorderhäuser. Der Islam wurde sichtbarer. Der Trend zum Bau repräsentativer Moscheen, wie er in ganz Deutschland zu beobachten ist, hat auch in Dortmund Einzug gehalten. So wurde im Stadtteil Hörde der Bau eines islamischen Zentrums mit repräsentativer Moschee durch die DITIB-Moscheegemeinde Dortmund-Hörde realisiert.
Im Herbst 2007 bildeten Vertreter der meisten Moscheegemeinden unter Einschluss aller wichtigen islamischen Verbände einen „Rat der muslimischen Gemeinden in Dortmund“.
Zu Auseinandersetzungen mit der teils christlichen, größtenteils aber säkularisierten Umwelt führte wie in anderen deutschen Städten auch der Ezan, der Gebetsruf des Muezzin.

### Aleviten
1988 wurde die Alevitische Gemeinde Dortmund gegründet und befindet sich mit einem eigenen Cemhaus in Dortmund-Eving. Sie ist Mitglied der AABF.

## Judentum
Schon für das Mittelalter ist die Ansiedlung von Juden in Dortmund urkundlich belegt. Man betete damals in einem eigenen Bethaus mit Mikwe. Nach Pogromen im 16. Jahrhundert siedelten sich in der ersten Hälfte des 19. Jahrhunderts wieder Juden in größerer Zahl an. 1895 entstand als zentrale, repräsentative Betstätte die Alte Synagoge Dortmund. Neben dieser Betstätte gab es noch Synagogen in den Dortmunder Vororten Dorstfeld und Hörde. Während der nationalsozialistischen Herrschaft wurden die Dortmunder Synagogen zerstört.
Der Holocaust dezimierte die jüdische Bevölkerung in Dortmund auf wenige Menschen.
Durch den Zuzug jüdischer Menschen aus der ehemaligen Sowjetunion ist die jüdische Gemeinde in den 90er Jahren wieder nennenswert gewachsen. Heute umfasst die jüdische Kultusgemeinde (Einheitsgemeinde mit orthodox-religiöser Prägung) 2594 Mitglieder (Stand: 2021). Sie betreibt neben einer Synagoge auch einen Kindergarten. Auch der jüdische Teil des Dortmunder Hauptfriedhofs wird heute wieder aktiv genutzt.
Dortmund ist zudem Sitz des Landesverbandes der Jüdischen Gemeinden von Westfalen-Lippe.

## Hinduismus
Für die hinduistische Gemeinde der in Dortmund lebenden Tamilen ist der Sri-Kamadchi-Ampal-Tempel in Hamm von großer Bedeutung. Seit den 2000er Jahren gibt es die Sri Chinmoy Gruppe.

## Weitere Religionsgemeinschaften
Weiterhin beherbergt Dortmund zwei Thai-Buddhistische Gemeindezentren: den Wat Pah Analayo und den Wat Dhammabharami sowie das Buddhistische Zentrum Dortmund der Karma-Kagyü-Linie.
Außerdem existiert eine Bahai-Gemeinde.

## Interreligiöser Dialog
Die Ursprünge des christlich-islamischen Dialogs in Dortmund finden sich im 1969 initiierten Arbeitskreis für Religion und Weltanschauung der damaligen Rheinisch-Westfälischen Auslandsgesellschaft. In den 90er Jahren fanden erste direkte Kontakte zwischen christlichen und islamischen Gemeinden im Arbeitskreis Kirche und Moschee statt. Diese beiden Arbeitskreise existieren aber heute (Stand: Mai 2007) nicht mehr.
Seit 1993 widmet sich das gemeinsam von Christen und Muslimen initiierte Dortmunder Islamseminar der interreligiösen Zusammenarbeit zwischen Muslimen und Christen. Träger des Islamseminars sind die Abu-Bakr-Moschee Dortmund (Islamischer Bund Dortmund), die Moschee Bachstraße des VIKZ, die Evangelische Lydiagemeinde Dortmund, der Konvent der Franziskaner Dortmund, die Dortmunder DITIB-Gemeinden sowie der Verein der Kulturfreunde dortmund / Al-Fath-Moschee.
Dem Zusammenleben von Juden und Christen in Dortmund widmet sich die Gesellschaft für christlich-jüdische Zusammenarbeit Dortmund.